# Jack Ruby

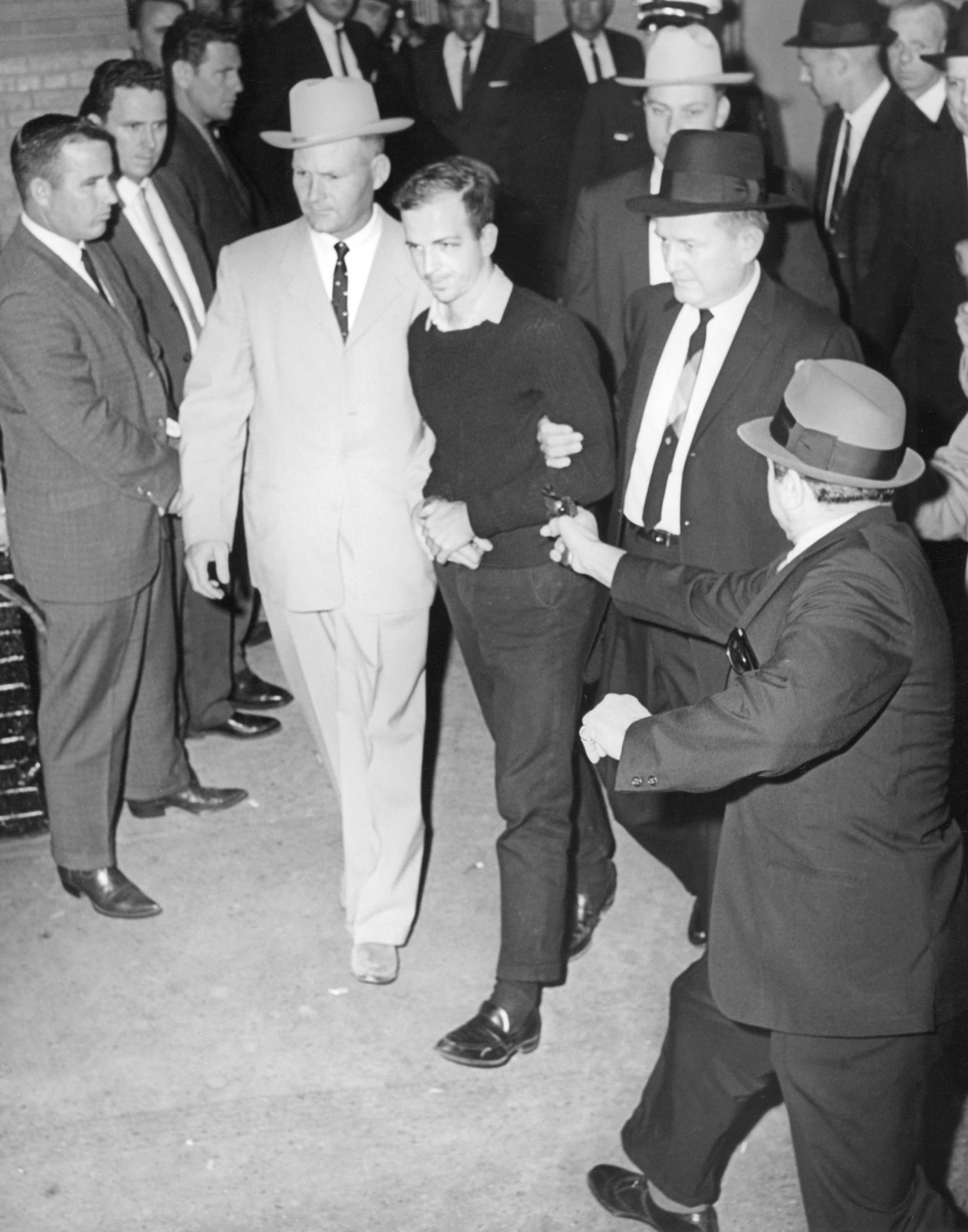
Ruby strzela do Oswalda

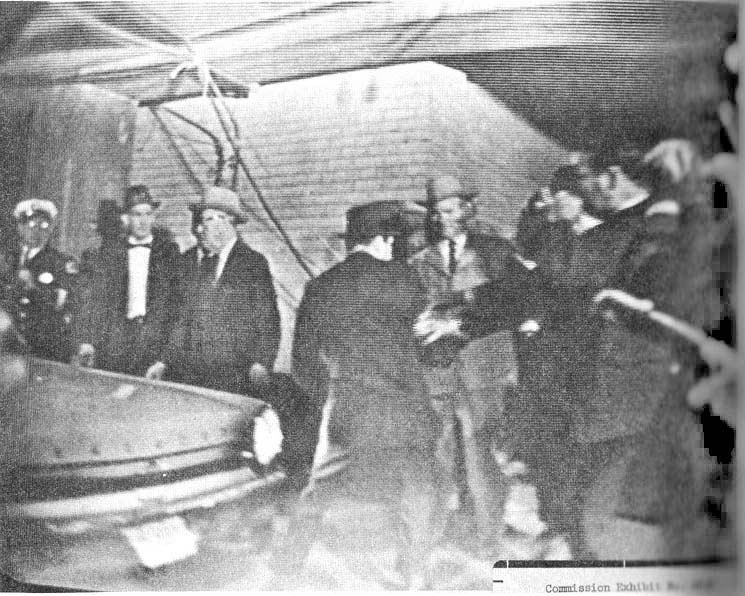
Moment tuż po strzale do Oswalda

Jack Ruby, właściwie Jacob Leon Rubenstein (ur. prawdopodobnie 25 marca 1911 w Chicago, zm. 3 stycznia 1967 w Dallas) – amerykański gangster, właściciel klubu nocnego w Dallas, zabójca Lee Harveya Oswalda.

## Pochodzenie i rodzina
Jack Ruby był synem Josepha Rubensteina (1871–1958) i Fannie Turek Rutkowski (Rokowsky), ortodoksyjnych żydów żyjących na obszarze dzisiejszej Polski. Joseph Rubenstein urodził się w Sokołowie Podlaskim, który wówczas leżał na terenie Imperium Rosyjskiego. Jack, podobnie jak ojciec, był cieślą. Joseph wstąpił do armii w 1893 roku do artylerii i ożenił się podczas pełnienia służby wojskowej. W 1903 roku Rubensteinowie zamieszkali w Stanach Zjednoczonych. Data narodzin Ruby’ego nie jest do końca znana: waha się między marcem a czerwcem 1911 roku, a najbardziej prawdopodobną wersją jest 25 marca. W grudniu 1947 roku zmienił nazwisko z Jacob Rubenstein na Jack Leon Ruby.

## Powiązania z mafią
W młodości Ruby pracował dla Ala Capone. W latach 40. XX wieku często bywał na torach wyścigowych w Illinois i Kalifornii. W 1943 roku został przydzielony do służby w siłach powietrznych USA jako mechanik. Po zwolnieniu ze służby w 1946 roku powrócił do Chicago. W roku 1947 Ruby przeprowadził się do Dallas, gdzie wraz z bratem zmienił nazwisko, ponieważ część klientów nie chciała robić interesów z Żydami.
Jego klub był często odwiedzany przez policję z Dallas, Ruby często przekupywał policjantów dużymi ilościami alkoholu. W 1959 roku pojechał na Kubę na spotkanie z wpływowym gangsterem i hazardzistą Lewisem McWilliem, który był krótko więziony przez Fidela Castro. McWillie miał kontakty z wpływowymi gangsterami takimi jak Meyer Lansky, Carlos Marcello i Santo Trafficante Jr.
Raport wydany przez Komisję Śledczą Izby Reprezentantów do Spraw Zabójstw (HSCA) stwierdził, że Jack Ruby znał Sama i Joego Campisich od 1947 roku. Bracia Campisi byli czołowymi figurami przestępczego podziemia w Dallas. Mieli oni kontakty z Carlosem Marcello, bossem mafii, która spiskowała na temat zabójstwa JFK. Dzień przed zabójstwem prezydenta, Ruby poszedł do restauracji Joe Campisiego.

## Zamach na Oswalda
Ruby (znany jako „Sparky”) często nosił pistolet i był widziany przez świadków z tego rodzaju bronią 22 listopada 1963 roku. W nocy tego samego dnia był widziany na posterunku policji, jednak przyczyny, z których tam się pojawił, są nieznane.
Ruby wzbudził powszechne zainteresowanie po tym, jak postrzelił i śmiertelnie zranił 24-letniego Lee Harveya Oswalda (domniemanego zabójcę prezydenta Kennedy’ego) w niedzielę 24 listopada 1963 roku o godzinie 11:21, kiedy władze przewoziły Oswalda z kwatery policji do pobliskiego więzienia. Miliony widzów widziały to zajście w telewizji.
Kiedy Ruby został aresztowany natychmiast po zabiciu Oswalda, powiedział kilku zgromadzonym świadkom, że to zabójstwo miało pokazać światu, że Żydzi są odważni. Wyjaśnił także, że pomógł „zrehabilitować się” Dallas, oraz że chciał oszczędzić Jacqueline Kennedy zeznawania na procesie Oswalda. Bronią użytą przez Ruby’ego był rewolwer Colt Cobra z numerem seryjnym 2744 LW.
Zmarł na zatorowość płucną podczas odbywania kary dożywotniego pozbawienia wolności.

## Filmy
W 1978 roku nakręcono film telewizyjny Ruby i Oswald w reżyserii Mela Stuarta z Michaelem Lernerem w roli Jacka Ruby’ego. W marcu 1992 roku miała miejsce premiera filmu Ruby opartym na życiu Jacka Ruby’ego. Wyreżyserował go John Mackenzie, a tytułową rolę zagrał Danny Aiello.